# قادرآباد (ایرندگان)
قادرآباد روستایی در دهستان کهنوک بخش ایرندگان شهرستان خاش استان سیستان و بلوچستان ایران است.

## جمعیت
بر پایه سرشماری عمومی نفوس و مسکن در سال ۱۳۹۵ جمعیت این روستا ۱۰ نفر (۴خانوار) بوده‌است.